# Liste der Biografien/Johr
Liste der Biografien |
Portal Biografien |
Personensuche
# |
A |
B |
C |
D |
E |
F |
G |
H |
I |
J |
K |
L |
M |
N |
O |
P |
Q |
R |
S |
T |
U |
V |
W |
X |
Y |
Z |
?
 
Ja |
Jb |
Jd |
Je |
Jh |
Ji |
Jj |
Jl |
Jn |
Jm |
Jo |
Jp |
Jr |
Js |
Jt |
Ju |
Jv |
Jw |
Jy
 
Joa–Jog |
Joh |
Joi–Jom |
Jon |
Joo |
Jop |
Jor |
Jos |
Jot |
Jou |
Jov |
Jow |
Jox |
Joy |
Joz
 
Joha |
Johe |
Johi |
Johl |
John |
Joho |
Johr |
Johs
Die Liste der Biografien führt alle Personen auf, die in der deutschsprachigen Wikipedia einen Artikel haben. Dieses ist eine Teilliste mit 6 Einträgen von Personen, deren Namen mit den Buchstaben „Johr“ beginnt.

## Johr
- Jöhr, Adolf (1878–1953), Schweizer Bankier und Funktionär
- Johr, Barbara (* 1950), deutsche Historikerin und Autorin
- Jöhr, Walter Adolf (1910–1987), Schweizer Nationalökonom

### Johre
- Jöhren, Werner (1900–1959), deutscher Politiker (DStP, CDU), Schriftsteller und Verleger
- Johrendt, Jochen (* 1973), deutscher HistorikerJochen Johrendt (* 1973)

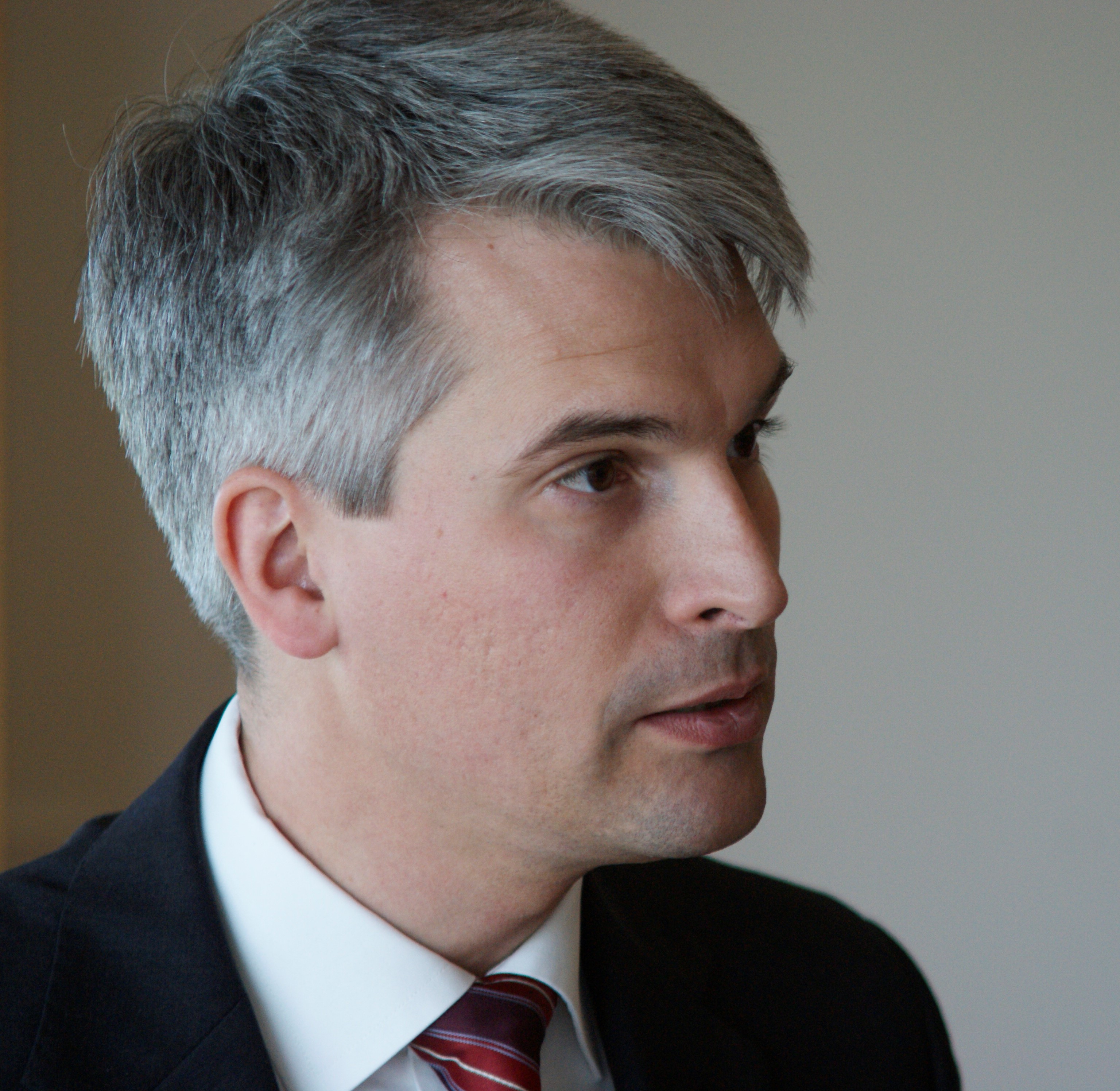
Jochen Johrendt (* 1973)

### Johri
- Jöhri, Mauro (* 1947), Schweizer Ordensgeistlicher, Ordensoberer Kapuziner, Professor für Theologie